# Henrik Åberg (arkitekt)
Gustaf Henrik (Enrique) Åberg, född 24 december 1841 i Linköping, död 17 september 1922 i Rom, var en svensk arkitekt och akvarellmålare som var verksam i Argentina 1869–1887.

## Biografi
Henrik Åberg var son till källarmästaren Johan Gustaf Åberg och Gustava Henrika Evelina Nordvall och från 1888 gift med Olga Henriette Evelina Synnerberg. Åberg gick vid 14 års ålder till sjöss efter att hans far dött. 1858 var han verksam som bokhållare i Värmland innan han två år senare återvände till Östergötland och studier vid Norrköpings tekniska elementarskola 1860–1863. Åren 1863–1869 studerade han i Stockholm vid Kungliga Akademien för de fria konsterna med avbrott för en studieresa till Tyskland och Frankrike 1866.
Eventuellt på inrådan av Knut Lindmark, som 1867–1876 var vice direktör eller direktör för Argentinska republikens ingenjörskår, reste Åberg tillsammans med kollegan Carl August Kihlberg till Buenos Aires och deltog där i en arkitekttävling kring ett fängelse. Inga pristagare utsågs i tävlingen varvid arkitekterna återvände till Sverige, men reste sedan tillbaka för projekteringen av ett nytt posthus i huvudstaden. Åberg utnämndes 1874 till Argentinas nationalarkitekt samt chefsinspektör för civilingenjörsdepartementet. 1884 lämnade han in sin avskedsansökan efter en framgångsrik karriär som gjort honom förmögen men som tagit hans hälsa. Han återvände till Europa 1887 och bosatte sig först i Paris där han studerade akvarellmålning för Léon Bonnat, sedan i San Remo och Rom och ägnade sig främst åt måleri. Han testamenterade jämte sin 1923 avlidna maka stora belopp till sin födelsestad Linköping genom Henrik och Olga Åbergs museifond. Åberg är representerad vid Östergötlands museum och Linköpings stads museum. Hans minnesvård på den protestantiska kyrkogården i Rom avtäcktes 1926 och hade skapats av Torben Grut med reliefer av Theodor Lundberg.

## Verk i urval
- Posthus i Buenos Aires 1873, tillsammans med Carl August Kihlberg
- Hamnkontor i Buenos Aires 1874–1876.
- Tullhus i Rosario 1876.
- Palats för Vetenskapsakademien i Cordoba 1874–1884.
- Kyrka i San Vicente i Buenos Aires (Iglesia de Domselaar) 1876.
- Järnvägsstationer i Rosario & Tucumán 1877.
- Regeringspalatset, Buenos Aires (Casa Rosada) 1882.
- Naturhistoriska museet, La Plata 1885–1888, tillsammans med Heynemann.
- Gravkapell för frihetshjälten general José de San Martín i katedralen, Plaza del Mayo, Buenos Aires.
- Eget hus i Buenos Aires 1889.
- Åtskilliga privata palats (ett stort antal bostäder i Buenos Aires) och byggnader i Argentina.
- Ritningar till normalskolor i Argentina.
- Egen villa i San Remo.
- Projekt till konstmuseum i Linköping 1913–1917.

## Bilder

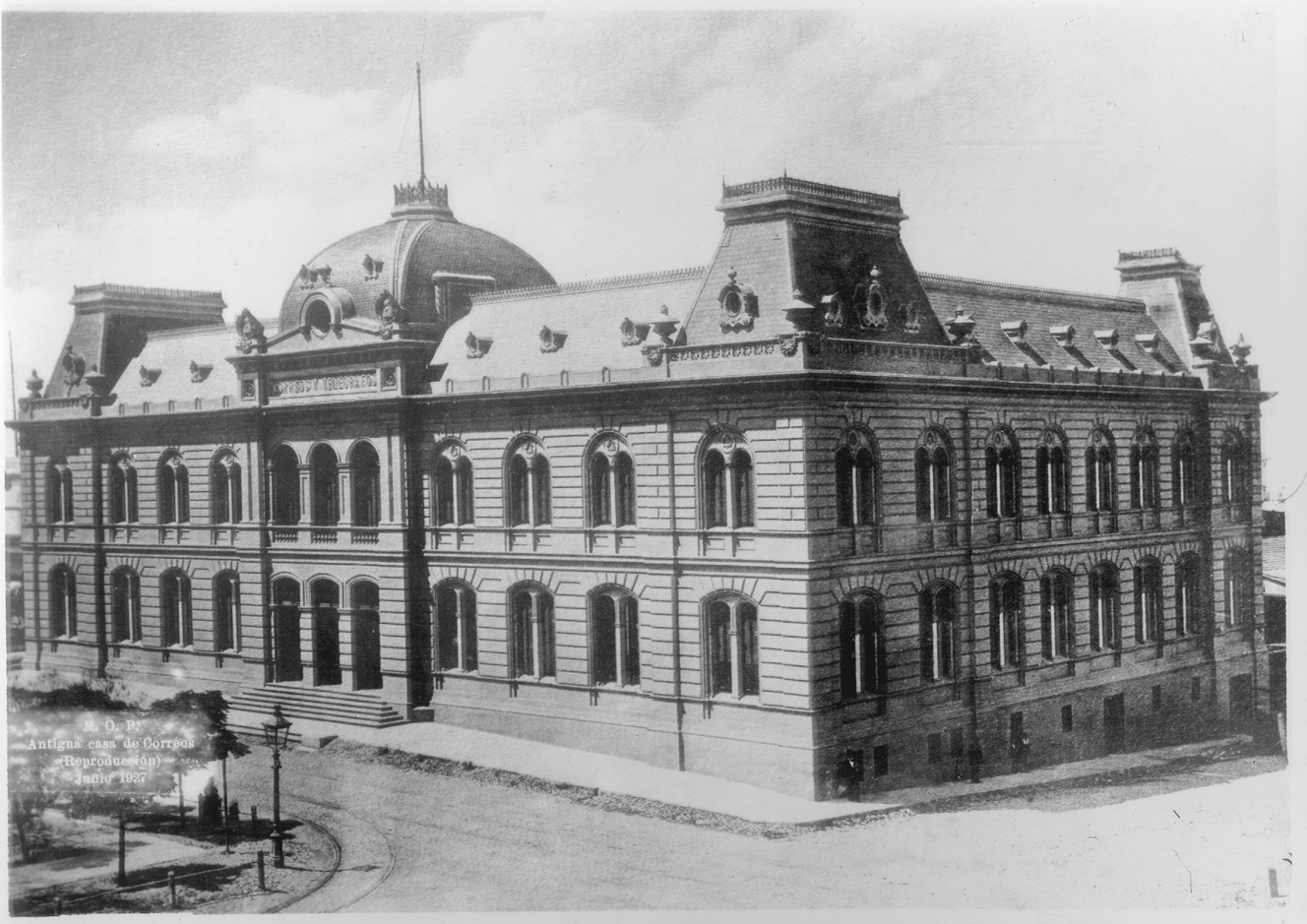
Post- och telegrafstyrelsens hus i Buenos Aires
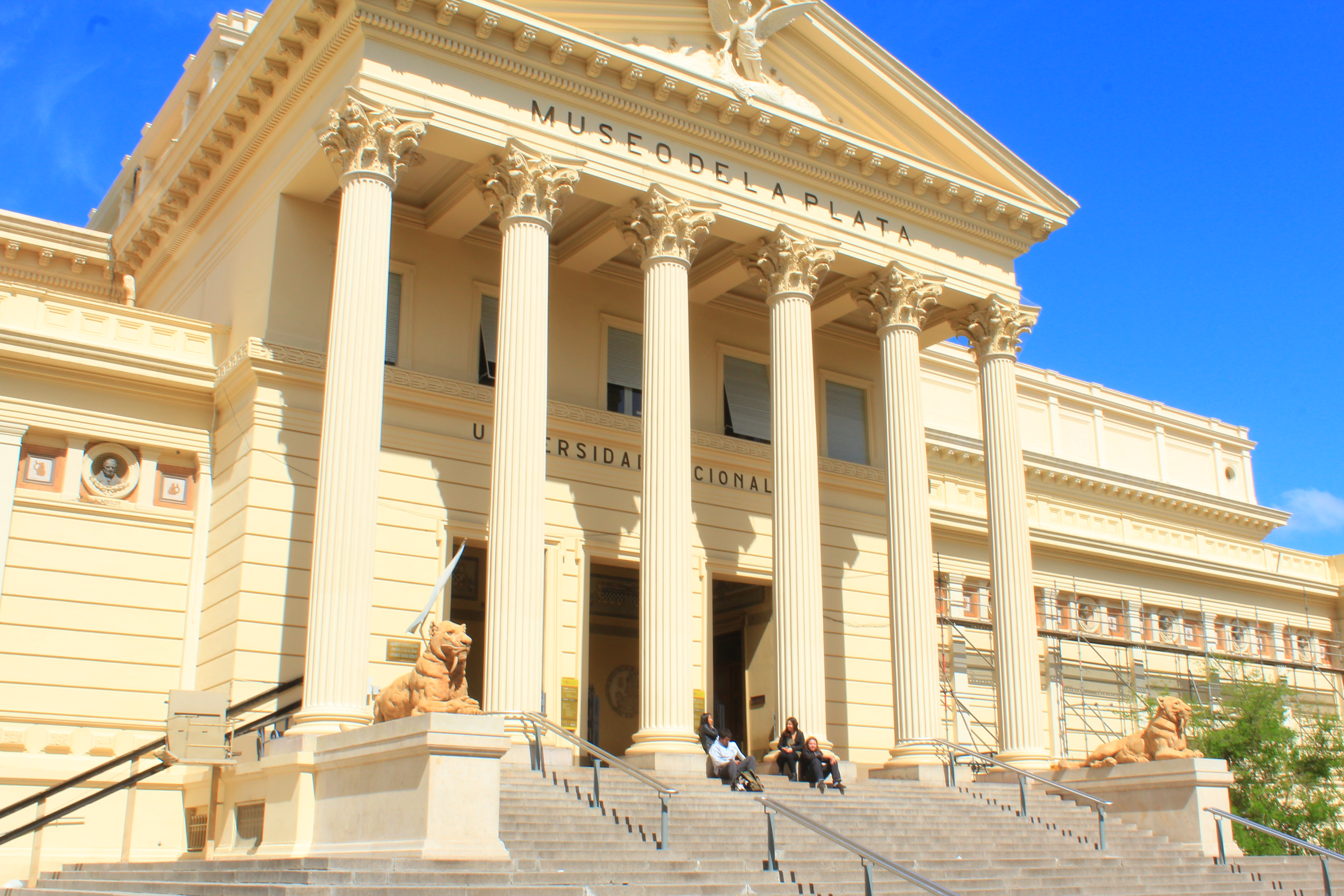
Museo de La Plata.jpg
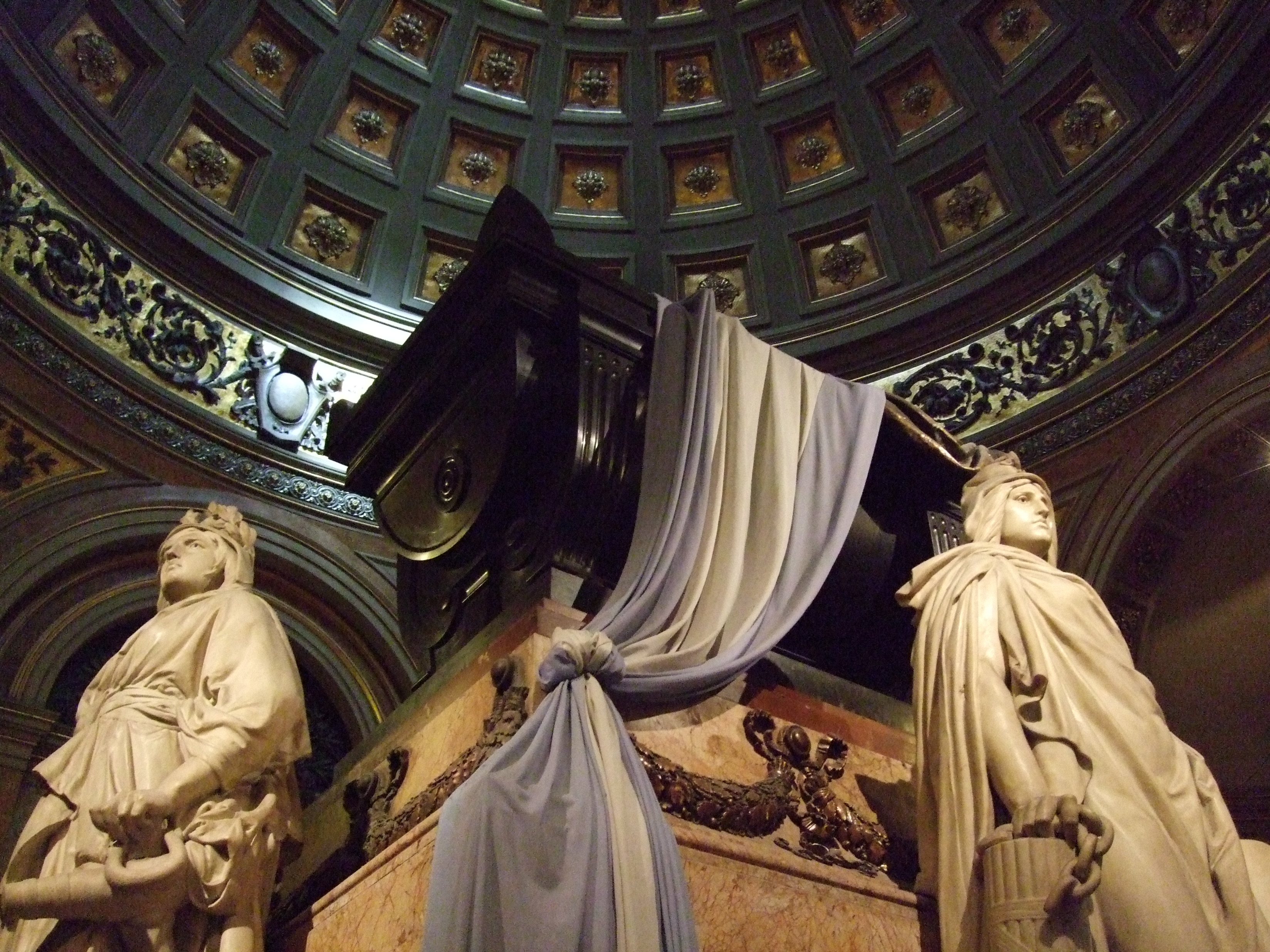
San Martins Mausoleum
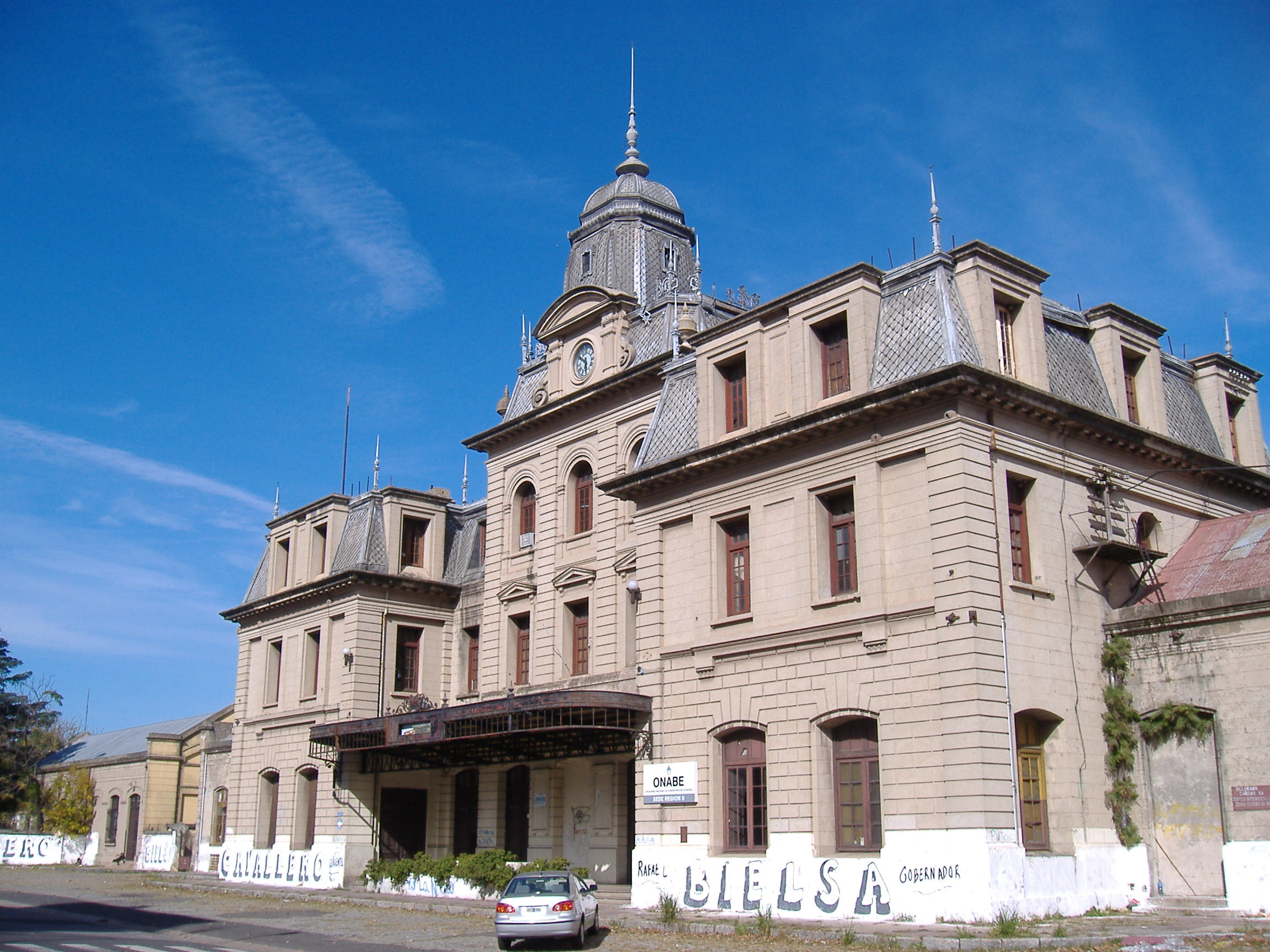
Järnvägsstationen i Rosario
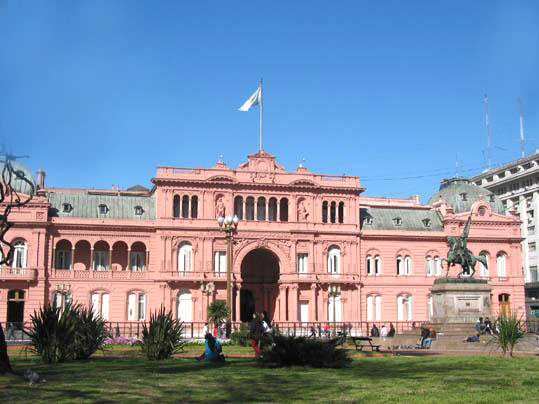
Regeringsbyggnaden Casa Rosada